# Bohumil Kafka
Bohumil Kafka (Nová Paka, 1878. február 24. – Prága, 1942. november 24.) cseh szobrászművész, tanár. Számos emlékműve valósult meg.

## Életpályája
Szülőhelyén végezte az általános iskolát 1884 és 1892 között. Ezt követően  1892 és 1896 között a kőfaragó szobrászati iskolában tanult  Hořicében. 1897-ben Prágában beiratkozott az iparművészeti iskolába, ahol  Stanislav Sucharda volt a tanára. Később Josef Václav Myslbeknél tanult. Kafka számos külföldi tanulmányutat tett, majd 1904 és 1908 között Párizsban élt és alkotott. Érdeklődése ekkor Auguste Rodin művészete felé fordult.
Kafka közreműködött tanárával, Stanislav Suchardával  František Palacký emlékművén. Sucharda halála után, 1916-ban a díszítőszobrászat tanárává nevezték ki az iparművészeti iskolában. 1925-ben  az  Akademie výtvarných umění professzora lett. Ekkor a zárt, monumentális formálás jellemezte az alkotásait. Kafka alkotása Jan Žižka hatalmas lovasszobra, amely az 1929 és 1932 között épült Žižkov-hegyi nemzeti panteon előtt állítottak fel 1950-ben. A hatalmas talapzatra helyezett bronzszobor 9 méter magas és 5 méter széles. A ló hossza 9, 6 méter. Az 1950. július 4-én felavatott kompozíció össztömege 16,5 m. Az emlékmű – méretei miatt – bekerült a Guinness-féle Rekordok könyvébe.
Műveinek jelentős része a zbraslavi múzeumban található.

## Jelentősebb művei
- Orfeus, bronz 1922
- Polibek, bronz 1919
- Karel Havlíček emlékműve, bronz, 1918–1924, Havlíčkův Brod
- Probuzení, márvány, 1925–26
- Josef Mánes emlékműve, bronz, Prága,
- Jan Žižka emlékműve, Prága, Vítkov
- Milan Rastislav Štefánik emlékműve, Pozsony
- Alvajáró (Somnambula), bronz (Nemzeti Galéria, Prága)
- T. G. Masaryk mellszobra, bronz, 1925,  (Nemzeti Múzeum (Prága))
- JUDr. Karel Kramář mellszobra, bronz,  (Nemzeti Múzeum, Prága)